# 조소시
조소시(일본어: 常総市)는 일본 이바라키현 남서부에 있는 시이다. 2006년 1월 1일에 미쓰카이도시(水海道市)가 유키군 이시게정을 편입 합병하면서 동시에 개칭했다.

## 지리
이바라키현 남서부에 위치하고 도쿄 도심에서 약 50km, 이바라키현의 현청 소재지인 미토시에서는 약 70km 권내에 있다. 해발 평균 10m에서 20m의 평탄한 토지가 펼쳐져 있다. 동쪽에는 고카이강, 중앙부에는 기누강이 흐른다. 이 기누강을 경계로 동부 지역에는 시청과 미쓰카이도역, 이시게역을 중심으로 하는 시가지가 있고 서부 지역에는 수전, 화전, 삼림, 공업단지 등이 펼쳐져 있다.
또 서부 반도시와의 경계 지역에는 수도권 근교 녹지보전구역 및 이바라키현 자연환경보전지역으로 지정된 스가오늪이 있고 북동부는 쓰쿠바 연구학원도시와 접한다.

### 인접하는 지자체
- 이바라키현
  - 쓰쿠바시, 반도시, 시모쓰마시, 쓰쿠바미라이시, 모리야시, 유키군 야치요정
- 지바현
  - 노다시

## 역사
- 1889년 4월 1일 - 정촌제 시행과 함께 도요다군 미즈카이도정(水海道町)이 성립하였다.
- 1896년 3월 29일 - 도요다군, 오카다군, 유키군이 통합해 새로운 유키군이 되었다.
- 1897년 8월 24일 - 유키군 이시게촌이 정으로 승격해 이시게정이 되었다.
- 1954년 7월 10일 - 유키군 미즈카이도정이 주변의 촌들을 편입해 미즈카이도시(水海道市)로 승격하였다.
- 2006년 1월 1일 - 미즈카이도시에 유키군 이시게정을 편입해 조소시(常総市)로 개칭하였다.

## 교통

### 철도
- 간토 철도 조소선

### 도로
- 국도 제294호선
- 국도 제354호선

## 인구
| 연도 | 인구   | ±%     |
| ---- | ------ | ------ |
| 1950 | 62,874 | —      |
| 1960 | 56,881 | −9.5%  |
| 1970 | 55,152 | −3.0%  |
| 1980 | 60,809 | +10.3% |
| 1990 | 64,344 | +5.8%  |
| 2000 | 66,245 | +3.0%  |
| 2010 | 65,332 | −1.4%  |